# Carbone pulito
Carbone pulito, in inglese clean coal, è il nome attribuito ad un insieme di tecnologie volte alla riduzione dell'impatto ambientale della produzione di energia elettrica dalla combustione del carbone, sia in termini di efficienza energetica che di riduzione di emissioni inquinanti.

## Processo

### Preparazione del carbone
Il carbone che arriva alla centrale per la produzione di energia contiene generalmente dei minerali ed impurità che devono essere eliminate per ottenere il carbone pulito. Ci sono processi disponibili già sul mercato per rimuovere la materia e le polveri non necessarie e rendere la combustione più efficiente e meno inquinante. Una di queste è la depurazione del carbone (Coal Washing), che implica la frantumazione del carbone in piccoli pezzi e il passaggio dentro un filtro a separazione per gravità. Successivamente il carbone viene inserito in alcuni recipienti che contengono un fluido in cui il carbone galleggia, data la minore densità, mentre gli altri materiali affondano e vengono rimossi dalla miscela.

### Gassificazione
Le centrali termoelettriche con gassificazione del carbone sono le favorite dalla comunità scientifica perché permettono di ridurre gli inquinanti ed ottenere un'elevata efficienza. Inoltre il carbone gassificato è altamente flessibile, e può essere usato, oltre che nella produzione di energia elettrica, per i trasporti o per le industrie chimiche.
I sistemi a gassificazione sono chiamati IGCC, in inglese Integrated Gasification Combined Cycle. Il carbone non viene bruciato direttamente, come nelle centrali a carbone tradizionali (ovvero le PCC, Pulverised Coal Combustion), ma reagisce con ossigeno e vapore per formare il syngas (principalmente idrogeno e monossido di carbonio). Dopo essere nuovamente depurato, viene quindi bruciato in una turbina a gas per produrre energia e nuovamente utilizzato per produrre vapore per alimentare una turbina a vapore.
L'efficienza di utilizzazione è molto elevata, e centrali che arrivano ad una efficienza di circa il 50% sono già disponibili nel mondo (circa 160). Secondo alcune stime, la produzione di energia prodotta da IGCC negli Stati Uniti raggiungerà circa i 16.000 MW nel 2020.
Ciò che rende questa tecnologia molto appetibile è che si tratta della più promettente in termini di impatto ambientale ed è alla base delle cosiddette centrali a carbone ad "emissioni zero", come il famoso progetto statunitense FutureGen.; oltre a questo si ha anche un vantaggio in termini economici, in quanto il carbone è un combustibile assai meno costoso di petrolio e gas naturale.

### Purificazione post-combustione degli inquinanti
È un fatto noto che il carbone è il combustibile più inquinante se comparato con le altre fonti fossili. A valle della sua combustione produce infatti: biossido di zolfo (piogge acide), ossidi di azoto e particolato fine o nanopolveri (che sono ritenute responsabili di problemi al sistema respiratorio, cardiaco e fino a 13 tipi di tumori, ictus e degenerazione del sistema nervoso). Ci sono una serie di contromisure che servono a ridurre parte di queste emissioni.
- Diossido di zolfo (SO2). I desolforatori (Fuel Gas Desulphurization) vengono utilizzati per ridurre questo inquinante. I cosiddetti “Wetscrubbers” sono i più diffusi e possono essere efficaci fino al 99%. Una miscela di acqua e calcare viene spruzzata nei fumi di scarico in modo che tale miscela reagisca con il disossido di zolfo per formare gesso (un solfato di calcio), che viene utilizzato nell'industria edilizia che mescola ai cementi le risultanti di questa lavorazione, non potendo però trattenere le radiazioni contenute naturalmente nel carbone e non filtrabili in alcun modo.
- Ossido di azoto (NOx). La riduzione di NOx può essere effettuata con i cosiddetti "low NOx burners". Questi bruciatori riescono a diminuire la quantità di ossigeno in camera di combustione, minimizzando la formazione di questo gas. Questo accorgimento permette di ridurre gli interventi post-combustione.
- Emissioni di Particolato PM10. I filtri a precipitazione elettrostatica possono ridurre il 99% del particolato dai fumi di scarico, ma non le emissioni radioattive e quelle di particolato fine (PM02). Tale sistema funziona nel creare un campo elettrico che elettrizza le particelle che vengono successivamente attratte e raccolte da alcune placche metalliche. Altri metodi includono filtri meccanici e i cosiddetti wet particulate scrubbers. Il problema principale rimane nello stoccaggio del particolato PM10 raccolto nei filtri.

### Cattura e immagazzinamento dell'anidride carbonica
Nonostante l'elevata efficienza, la combustione del carbone produce una elevata quantità di anidride carbonica che rimane un problema. Recentemente numerosi studi, esperienze e prototipi in tutto il mondo cercano di rendere possibile l'economicità della cattura e dello stoccaggio dell'anidride carbonica emessa dalle centrali a carbone.
Oltre alla combustione, energia da carbone pulito può essere ottenuto da pile (o celle) a combustibile alimentate a carbone. Questo sistema ibrido incorporerebbe un sistema di gassificazione con una cella a combustibile (IGFC Integrated Gassification with a fuel cell). Le celle a combustibile sono capaci di convertire l'energia chimica di un combustibile come l'idrogeno direttamente in energia elettrica, con emissioni vicine allo zero, un'efficienza vicino al 60% e la possibilità di riutilizzare i gas di scarico prodotti per alimentare una turbina a gas. I piani strategici per questa tecnologia sono quelli di utilizzarla con l'idrogeno estratto dal carbone gassificato.
Il carbone pulito è stato menzionato dal Presidente degli Stati Uniti George W. Bush in svariate occasioni, incluso il suo ultimo discorso annuale al congresso. La posizione di Bush è che le tecnologie di carbone pulito dovrebbero essere incoraggiate come un mezzo sostenibile per ridurre la dipendenza degli Stati Uniti dall'olio combustibile straniero. La senatrice Hillary Clinton recentemente ha detto che gli USA dovrebbero fare degli investimenti per trovare delle forme non convenzionali di energia, come le rinnovabili e il carbone pulito. Gli Stati Uniti nel 2003 hanno finanziato il progetto Futurgen, per una centrale IGCC ad emissioni zero, con un miliardo di dollari.
Nonostante gli investimenti in carbone pulito con tecnologia IGCC a livello mondiale, in Italia, dal 2003, si stanno facendo investimenti nelle tradizionali tecnologia a combustione solida del tipo già ricordato PCC, utilizzata insieme a caldaie Ultrasupercritical per aumentarne l'efficienza. Ne è un esempio la centrale termoelettrica in costruzione nell'area di Civitavecchia.

### Lo stato attuale della tecnologia del "carbone pulito"
La tecnologia degli impianti Igcc (ciclo combinato di gassificazione integrata) non è affatto priva di rischi.
Quella che la Duke e la Vectren vorrebbero utilizzare a Edwardsport nell'Indiana, rende più semplice catturare l'anidride carbonica. Ma questa affermazione incompleta va rettificata: una volta catturata, l'anidride (CO2, gas serra) verrebbe, “sequestrata” per migliaia di anni in formazioni geologiche profonde.
Nel dicembre 2006, il Dipartimento dell'Energia statunitense ha ammesso, in un supplemento a una Dichiarazione di Impatto Ambientale per un impianto Igcc in Pennsylvania, commentando con la seguente frase che:  "il Dipartimento ha valutato la capacità del sequestro geologico di ridurre le emissioni di CO2. Non è una scelta percorribile perché questa tecnologia non è sufficientemente sviluppata da poter essere applicata negli impianti proposti per produzioni su larga scala durante il periodo di prova”.
Ammettere in maniera così trasparente, al di là dei grandi interessi economici in ballo, che questa scelta non è percorribile  dimostra che tutta l'idea del sequestro, sia, nella migliore delle ipotesi, discutibile quanto pericolosa.
Gli aspetti più preoccupanti tra quelli enunciati negli studi più recenti si risolvono in questi tre punti fondamentali:
1. L'anidride carbonica iniettata vicino a faglie sismiche, aumenta il rischio di terremoti, a causa della capacità della CO2 di produrre una lubrificazione delle zolle geologiche, sollecitandone lo spostamento con la semplice pressione proveniente dalla parte sottostante la superficie terrestre.
2. Il gas serra CO2, se iniettato nel sottosuolo causa una conversione chimica che può inquinare le acque potabili. L'aumento di acidità che fa sì che elementi chimici pericolosi, fra i quali i metalli pesanti (i principali e più pericolosi: arsenico, nichel, mercurio e cadmio) filtrino fuori dalla formazione geologica. Questi inquinanti spesso riescono ad arrivare alle falde acquifere. Per le popolazioni che vivono sfruttando tali risorse idriche, una conversione chimica di questo tipo renderebbe le acque velenose e inutilizzabili.
3. I costi enormi di questa tecnologia, in termini di investimenti finanziari e di energia, certamente negativi anche in vista della direzione che il mondo odierno cerca di prendere nei confronti degli inquinanti emessi dalle centrali a tecnologie "obsolete" come quelle a carbone.

Il dibattito per stabilire se sia possibile convertire il carbone in un gas di sintesi, con una ipotesi positiva riguardo ad un'evoluzione della tecnologia Igcc che ne consentirebbe lo sfruttamento per produrre elettricità, si risolve solo con la gassificazione: risultato ancora non raggiunto.
Tuttavia la Duke e la Vectren, per costruire il loro impianto costoso e inquinante, hanno recentemente ricevuto dal governo federale più di 133 milioni di dollari in agevolazioni fiscali.
Questo carbone, etichettato come “carbone pulito”, è risultato apparentemente e per certi versi più pulito di quello polverizzato dal punto di vista dell'inquinamento atmosferico, ma sempre sotto gli standard che prevedono oggi un abbattimento delle emissioni di CO2.
Lacunoso o del tutto assente è invece uno studio su cosa fare con i prodotti chimici esalati dal processo di gassificazione (ben diverso da quello di polverizzazione che è maggiormente inquinante e che libera nell'atmosfera le nanopolveri) e su quale sia il costo effettivo della costruzione e della messa in opera delle centrali; su quanta dell'energia prodotta verrà richiesta per eseguire i processi chimici richiesti, riducendo così l'efficienza complessiva degli impianti; e infine su quale sia l'entità del rischio e della spesa per la "cattura" e lo stoccaggio del CO2 quando si andrà a iniettare nelle formazioni geologiche sotterranee (senza per altro considerare eventuali danni conseguenti a questa ultima operazione).
Ad oggi nessun progetto Igcc analizza questi temi in dettaglio.
I costi per la costruzione di questi proposti impianti Igcc sono oltremodo aumentati: il costo dell'Excelsior's Mesaba Igcc in Minnesota è salito ad almeno 2.155 miliardi di dollari per un impianto da 603 MW. 
Si arriva alla cifra enorme di 3,5 milioni di dollari per megawatt, più alta dei costi attuali delle centrali nucleari. 
Il presidente della Duke Energy nell'Indiana, Jim Rogers, ha dichiarato alla stampa che il costo del loro impianto IGCC a Edwardsport è cresciuto dagli 1.3 miliardi di dollari all'inizio del 2006 a ben oltre “2 miliardi di dollari” per 630 MW. Questo significa un costo per megawatt di 3,17 milioni di dollari, e in aumento.
La cattura e lo stoccaggio dell'anidride carbonica, costerà almeno un altro 50% in termini di costruzione, e senza considerare che nessuna di queste centrali ha presentato un reale calcolo di queste spese.
Facendo un'approssimazione per difetto, i costi di costruzione dell'impianto di Edwardsport salirebbero a 4,75 miliardi di dollari equivalenti a più di 7,5 milioni di dollari per megawatt. Paragonando questo costo a quello per la centrale nucleare di Marble Hill, la cui costruzione, risalente al 1984, venne bloccata a causa dei costi crescenti, PSI (ora Duke) disse nel 1973 che Marble Hill sarebbe venuta a costare 700 milioni di dollari per 2.260 MW (309.000 dollari/MW). Quando si arrivò al processo nel 1977, il costo era raddoppiato a 1,4 miliardi di dollari (619.000/MW). Quando lo stato dell'Indiana obbligò la  sospensione dei lavori della centrale, i costi di costruzione erano saliti a 10 miliardi di dollari (4,4 milioni/MW).
John Blair, il Presidente del gruppo ambientalista Valley Watch si pronuncia in merito dicendo: «Conoscete anche una sola “comunità del carbone” prospera? In realtà è vero il contrario. Il carbone è la rovina di chi è costretto a conviverci, non la salvezza economica.»